# Nepenthes vieillardii
Nepenthes vieillardii Hook.f., 1873 è una pianta carnivora della famiglia Nepenthaceae, endemica della Nuova Caledonia, dove cresce a 0–850 m.

## Conservazione
La Lista rossa IUCN classifica Nepenthes vieillardii come specie a rischio minimo (Least Concern).